# Víðidalsfjall (berg i Island, Austurland)
Víðidalsfjall är ett berg i republiken Island. Det ligger i regionen Austurland, 400 km öster om huvudstaden Reykjavík. Toppen på Víðidalsfjall är 572 meter över havet.